# Slag bij Swift Creek
De Slag bij Swift Creek vond plaats op 9 mei 1864 in Chesterfield County, Virginia, tijdens de Amerikaanse Burgeroorlog.

## De slag
Op 9 mei 1864 probeerde generaal-majoor Benjamin Butler door te stoten naar Petersburg. Bij Swift Creek werd hij opgewacht door de Zuidelijke divisie van Bushrod Johnson. Een premature aanval van de Zuidelijken werd bij Arrowfield Church met zware verliezen afgeslagen. De Noordelijken buitten dit succes evenwel niet uit. Na nog enkele schermutselingen beperkte Butler zich tot het vernietigen van nog een stuk spoorweg. Tegelijkertijd met de confrontatie bij Swift Creek stoomden vijf Noordelijke kanonneerboten op de Appomatox naar Fort Clifton om het fort te bombarderen. Ondertussen naderde een Noordelijke divisie het fort vanaf de landzijde. De kanonneerboten werden verjaagd waardoor de infanterieaanval afgeblazen werd.